# Fitocenosis

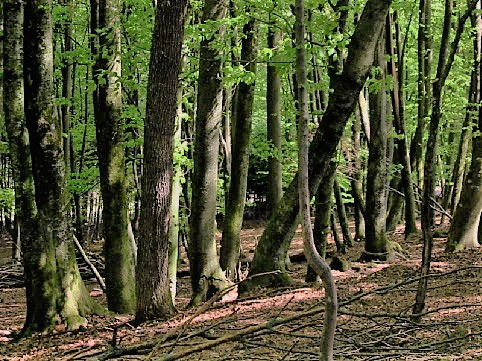
La fitocenosis de un ecosistema asocia a los organismos vegetales del mismo.

Un ecosistema está integrado por una comunidad animal, otra vegetal y una microscópica, que conviven en un biotopo. La fitocenosis integra a la comunidad vegetal, la zoocenosis agrupa a la comunidad animal y la microbiocenosis asocia a las comunidades de microorganismos que se hallen dentro del mismo ecosistema.
El conjunto de fitocenosis, zoocenosis y microbiocenosis da lugar al concepto de biocenosis, que asocia a todos los seres vivos del ecosistema. El biotopo es el conjunto de factores abióticos del ecosistema (carecen de vida) junto con los factores climáticos, el tiempo, la latitud, características químicas, cualidades del suelo, composición de minerales, estado hídrico, etc. El biotopo puede subdividirse en medio, sustrato y factores ambientales. El medio está compuesto únicamente por la sustancia presente en el entorno del ecosistema (agua o aire). El sustrato es la estructura a la que los seres vivos se fijan y en la que se desarrollan. Mientras que los factores ambientales (abióticos) están comprendidos por la presión atmosférica, humedad, la salinidad, la luminosidad, la temperatura, etc.

## Esquema
- Ecosistema
  - Biocenosis
    - Fitocenosis
    - Microbiocenosis
    - Zoocenosis

  - Biotopo
    - Medio
    - Sustrato
    - Factores ambientales